# Assane Diao
Assane Diao, né le 7 septembre 2005 à Ndangane au Sénégal, est un footballeur international sénégalais qui évolue au poste d'ailier gauche au Côme 1907.

## Biographie

### En club
Né à Ndangane en Sénégal, Assane Diao arrive en Espagne à l'âge de trois ans. Il est formé par le CD Badajoz et le Balón de Cádiz avant de rejoindre le Real Betis en 2021, où il poursuit sa formation.
Le 26 juillet 2023, Diao prolonge son contrat avec le Betis, étant alors lié au club jusqu'en juin 2027,.
Il joue son premier match en professionnel le 21 septembre 2023, à l'occasion d'une rencontre de Ligue Europa face au Rangers FC. Il entre en jeu et son équipe s'incline par un but à zéro. Pour son premier match de Liga, le 28 septembre 2023 contre le Grenade CF, Diao est titularisé et se fait remarquer en marquant son premier but en professionnel (1-1 score final).

### En sélection
Né au Sénégal, Assane Diao est éligible pour représenter l'Espagne également.
En octobre 2023, Assane Diao est convoqué pour la première fois avec l'équipe d'Espagne espoirs. Il joue son premier match avec les espoirs lors de ce rassemblement, le 13 octobre 2023 contre l'Ouzbékistan. Il entre en jeu à la place de Diego López les deux équipes se neutralisent (0-0 score final),,.

## Statistiques
| Saison                | Club                  | Championnat           | Championnat | Championnat | Championnat | Coupe(s) nationale(s) | Coupe(s) nationale(s) | Coupe(s) nationale(s) | Compétition(s) continentale(s) | Compétition(s) continentale(s) | Compétition(s) continentale(s) | Compétition(s) continentale(s) | Total | Total | Total |
| Saison                | Club                  | Division              | M.          | B.          | P.d.        | M.                    | B.                    | P.d.                  | Comp.                          | M.                             | B.                             | P.d.                           | M.    | B.    | P.d.  |
| 2023-2024             | Real Betis            | Liga                  | 18          | 2           | 0           | 3                     | 1                     | 0                     | C3+C4                          | 5+2                            | 1+0                            | 1+0                            | 28    | 4     | 1     |
| 2024-2025             | Real Betis            | Liga                  | 10          | 1           | 2           | 1                     | 1                     | 0                     | C4                             | 8                              | 0                              | 1                              | 19    | 2     | 3     |
| Sous-total            | Sous-total            | Sous-total            | 28          | 3           | 2           | 4                     | 2                     | 0                     | -                              | 15                             | 1                              | 2                              | 47    | 6     | 4     |
| 2024-2025             | Côme 1907             | Serie A               | 14          | 6           | 1           | -                     | -                     | -                     | -                              | -                              | -                              | -                              | 14    | 6     | 1     |
| Total sur la carrière | Total sur la carrière | Total sur la carrière | 42          | 8           | 2           | 4                     | 2                     | 0                     | -                              | 15                             | 1                              | 2                              | 61    | 11    | 4     |

### En sélection nationale
| Saison                | Sélection             | Phases finales        | Phases finales | Phases finales | Phases finales | Éliminatoires | Éliminatoires | Éliminatoires | Matchs amicaux | Matchs amicaux | Matchs amicaux | Total | Total | Total |
| Saison                | Sélection             | Compétition           | M              | B              | Pd             | M             | B             | Pd            | M              | B              | Pd             | M     | B     | Pd    |
| --------------------- | --------------------- | --------------------- | -------------- | -------------- | -------------- | ------------- | ------------- | ------------- | -------------- | -------------- | -------------- | ----- | ----- | ----- |
| 2024-2025             | Sénégal               | -                     | -              | -              | -              | 2             | 0             | 0             | -              | -              | -              | 2     | 0     | 0     |
| Total sur la carrière | Total sur la carrière | Total sur la carrière | -              | -              | -              | 2             | 0             | 0             | -              | -              | -              | 2     | 0     | 0     |

## Palmarès

### En sélection nationale
- Espagne -19 ans
  - Vainqueur du Championnat d'Europe en 2024.